# Wanted Dead or Alive (canção de Tupac Shakur)
Wanted Dead or Alive é uma canção dos rapper Tupac Shakur e Snoop Dogg, lançada como single para a trilha sonora do filme Gridlock'd. A canção foi lançada oficialmente após a morte de 2Pac.

## Vídeo da música
O videoclipe retrata Snoop Dogg em uma mansão, e a policia americana tentando captura-lo, e intercala cenas dos então falecido Tupac. A canção é similar a outra canção dos dois rappers "2 of Amerikaz Most Wanted". Sendo o vídeo dirigido por Scott Kalvert.

## Desempenho nas paradas
| Paradas (1997)                    | Melhor posição |
| --------------------------------- | -------------- |
| Austrália (ARIA)                  | 41             |
| Nova Zelândia (Recorded Music NZ) | 3              |
| Reino Unido (UK Singles Chart)    | 16             |